# 丹波博幸
丹波 博幸（たんば ひろゆき、1954年2月11日 - ）は、日本の音楽プロデューサー・ギタリスト・作曲家・編曲家。東京都出身。血液型はO型。

## 来歴
1972年、荒井由実のサポートとして、東京音楽祭に参加。同年より、スタジオ・ワークを始める。
1973年、青山学院大学のクラスメイトと、バンド「ブーメラン」でワーナー・パイオニアよりシングル2枚リリース。以降はスタジオ・ミュージシャンとして活動。
現在は、ギタリストのほか、音楽プロデューサー・作曲家・編曲家などで数々のアーティストのスタジオワーク、ライブなどで活動中。自身のアンプラグド音楽ユニット「SHIRO」にて、宮原芽映、窪田晴男と共に活動中。

## ライヴ・レコーディングに関わったアーティスト
- EXILE
- 小笠原ちあき
- 大森俊之
- 荻野目洋子
- 亀渕友香
- カルメン・マキ
- 北山真
- 清木場俊介
- 久保田早紀
- 黒住憲五
- Coda（小田和奏）
- 佐藤隆
- 清水宏次朗
- 庄野真代
- ジョー山中
- ジョニー大倉
- 高橋洋子
- 寺尾聰
- 東京プリン
- 中村雅俊
- BEAU YATANI
- マジカル・パワー・マコ
- 宮原芽映
- ムッシュかまやつ
- 矢沢永吉
- 吉幾三

## 交流のある海外のミュージシャン
- Stanley Banks
- ジェニファー・バトゥン
- クラレンス・クレモンズ
- パウリーニョ・ダ・コスタ
- トッド・ラングレン
- サード・ワールド
- アーニー・ワッツ
- Buddy Williams (jazz drummer)

## 活動履歴

### CM
- チキンどん兵衛（日清食品）
- そうだ 京都、行こう。（JR東日本）
- アプティバ（IBM）
- ファンタ（コカ・コーラボトラーズジャパン）
- ミロ（ネスレ日本）
- ルル（三共製薬）
- かっぱえびせん（カルビー）（作曲・演奏）

### アニメ
- うる星やつら
- サイレントメビウス
- 新世紀エヴァンゲリオン
- LEGEND OF BASARA
- ∀ガンダム（OP「ターンAターン」演奏）
- シャーマンキング
- スクールランブル（第一期・第二期 劇中曲演奏）
- ジョジョの奇妙な冒険（第二期 のオープニングテーマ「BLOODY STREAM」（演奏））

### ゲーム
- 「PROJECT X ZONE」のオープニングテーマ「Wing Wanderer」（演奏）

### 映像・舞台
- 1989年、阿部進主宰・劇団はかせ「青い鳥」（音楽担当）
- 1990年、阿部進主宰・劇団はかせ「裸の王様」（音楽担当）
- 1991年、「パチンコ物語」（日活、古尾谷雅人主演）（作曲、編曲、演奏）
- 1991-1993年、 劇団はかせ＝阿部進主宰子供向け舞台（作曲、編曲、演奏）
- 2000年、ミュージックビデオ OZ Mix by 原田一平（音楽担当）
  - サンフランシスコ国際映画祭 ゴールデン･ゲート･アワード2000MV部門受賞
  - 第42回オーバーハウゼン国際短編映画祭インターナショナルコンペディション・ノミネート
- 2000年、Bruce Lee in G.O.D 死亡的遊戯（演奏）
- 2000年、TVドラマ「歓迎!ダンジキ御一行様」中村雅俊主演（演奏）
- 2001年、DANCE YAGIBUSHI 2001
- 2004年、ダヤンのふしぎなぼうけん [DVD]（作曲、編曲、演奏）
- 2005年、魁!!クロマティ高校 THE☆MOVIE（演奏）

### その他
- NHK「うたっておどろんぱ」
- 亀渕友香 CD「古稀 modernism」（プロデュース、演奏）
- 小笠原ちあき CD 「LOVE OF A BLACK CAT〜くろねこの恋〜」（プロデュース、演奏）

## 使用機材

### ギター
- フェンダー・ストラトキャスター
- ギブソン・レスポール Gold top
- フェンダー・テレキャスター
- Dobro
- マーティン D-18
- Guild 12弦ギター

### ベース
- フェンダー・ジャズベース

### アンプ
- MATCHLESS DC-30
- Chicago Blues Box Kingston 30
- ローランド JC-120